# 7TP戰車
7TP戰車（波蘭語：siedmiotonowy polski，意為波蘭7噸）是波蘭在第二次世界大戰使用的一種輕型戰車，為英國維克斯六噸戰車所發展而來，其武裝明顯勝於主要對手—德軍的一號、二號戰車。雖然它在1939年保衛戰中的表現甚佳，但其生產數量過少，低於150輛，其底盤部份用於製造C7P火砲牽引車。

## 歷史

### 發展

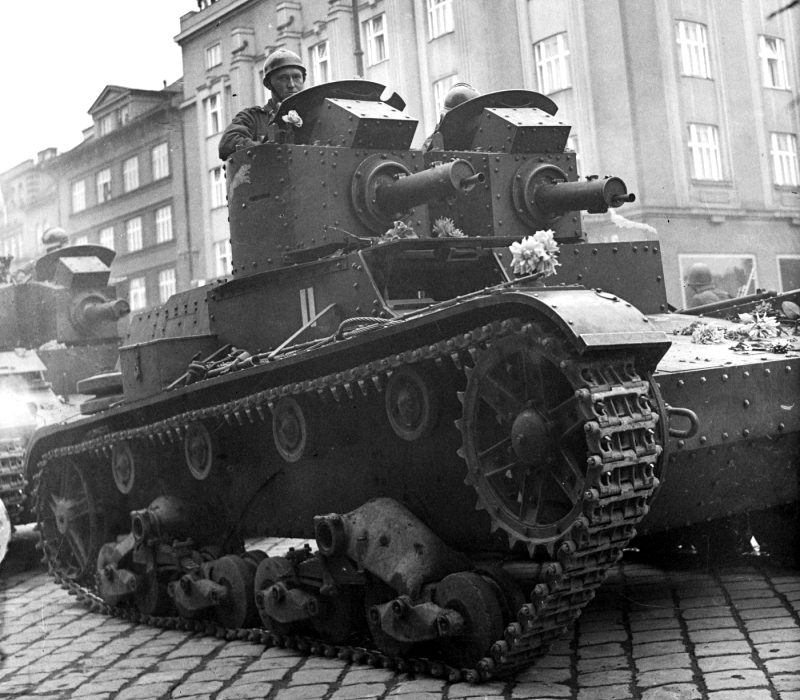
雙砲塔型的7TP戰車

7TP戰車由英國授權波蘭生產研發的維克斯六噸戰車發展而來，主要特徵包括：使用一種更好、更為可靠和功率更高的柴油引擎（7TP戰車是世界上最早使用柴油引擎的戰車之一，在這之前僅有1934年日本的八九式中戰車）、裝備37公釐的反戰車砲作為主要武器、防護力更佳的裝甲（正面裝甲自原本的13公釐增為17公釐）和其他細部的修改（包括新型的古拉契潛望鏡、不同的空調系統與無線電）。在1932年至戰爭爆發期間，僅有132輛7TP戰車被生產。7TP的意思為：「7噸波蘭」，但實際上因為各種裝備的附加，車重約9噸。
如同它的英國原型車，7TP戰車在生產初期也有單雙砲塔兩種版本，雙砲塔的版本裝備了兩挺7.92公釐的ZB30輕機槍。單砲塔的則是裝備一門波佛斯反戰車砲。經過初步測試後，很明顯，雙砲塔的戰車已經過時且火力不足，很快就被停產來製造更為現代的單砲塔型號。在二戰爆發前，大部分的雙砲塔戰車正轉換為單砲塔版本，僅有24輛雙砲塔的型號留於波蘭軍隊中服役（其他型號者為108輛）。值得一提的是，單雙砲塔並未有型號名來區分，在一些現代文獻中會看到將其分為7TP-dw和7TP-jw，這兩個分別指波蘭文「單砲塔」和「雙砲塔」（ednowieżowy，dwuwieżowy）的縮寫，但它們並非正式的分類縮寫，僅是區分方便而加上的。
1938年，波蘭國家工程作業局（Państwowe Zakłady Inżynieryjne）曾生產了13輛有著更佳武裝的7TP戰車改良型原型車，命名為9TP。但9TP戰車並未被加以量產，它們被投入到1939年保衛首都華沙的戰鬥中。

### 服役歷史

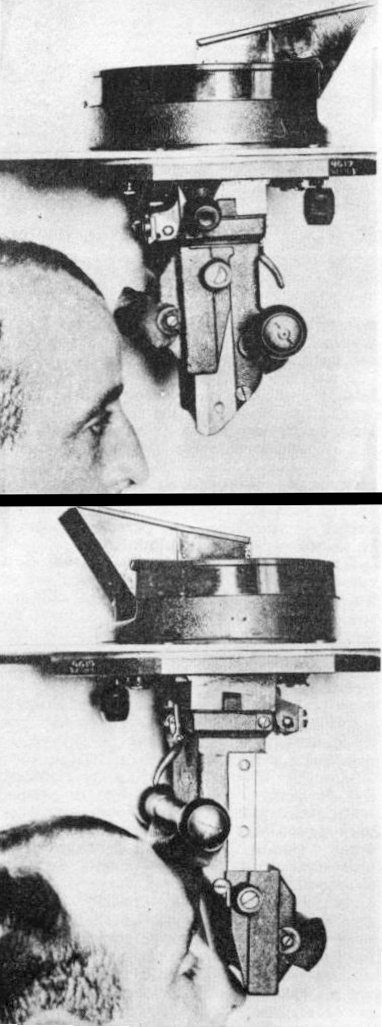
7TP戰車是世界上第一種使用柴油引擎和360度古拉契潛望鏡的戰車

所有的7TP戰車都參加了1939年的波蘭戰役，其中大多數被分配到兩個輕型戰車營（第1與第2輕型戰車營）。其他剩餘的戰車先是在戰爭爆發後用作訓練，接著臨時編成小型戰車單位，投入到華沙的戰鬥中，雖然在技術上優於當時德國任何一種輕型戰車，但7TP的數量太少而無力扭轉戰敗的結果。
第1輕戰車營（有49輛單砲塔戰車）為波軍戰略預備隊—普魯士軍團的一部分，在9月4日的戰鬥中表現優異，主要是被用作機動後備部隊和掩護撤退的功能，並之後經歷多場戰鬥，包括征戰於普雷達洛茲（Przedbórz）、蘇雷久（Sulejów）、因沃盧茲（Inowłódz）、奧茲沃（Odrzywół）和德瑞西卡（Drzewica）等地。9月8日，它成功地阻止了德軍對中部波軍的進攻，但在隔天它與主力軍分散，不得不撤回後方。該營的部份兵力於哥羅克梭戰役（Głowaczów）中被摧毀，其餘兵力則於9月13日突破，通過維斯瓦河加入了盧布林軍團和斯特凡·洛維克基（Stefan Rowecki）上校的華沙裝甲機動旅。該營參加了約瑟夫沃戰役（Józefów），成為波軍最早突破包圍、前往利沃夫和預計固守的戰略要地—羅馬尼亞橋頭堡的單位之一。在9月21日的托馬索-盧貝勒斯基戰役（Tomaszów Lubelski）後，剩餘的戰車被波軍組員破壞，其單位向德軍投降。
第2輕戰車營（同樣有49輛單砲塔戰車）則是彼得郭夫（Piotrków）羅茲軍團作戰集群的一部分。它於9月4日參加了普魯德卡河岸（Prudka）和巴洽多（Bełchatów）的戰鬥。隔日，該單位奉命率領波軍向彼得郭夫反攻突擊，但損失慘重以及攻擊失敗。該單位隨即撤退至華沙，之後又到布列斯特，並掩護最近動員組成的波蘭第60步兵師。隔天，該單位又參加了為時兩天的沃達瓦戰役（Włodawa），由於空中轟炸的關係而損失慘重，並徹往南方。剩餘的戰車由於缺乏燃料而被組員摧毀遺棄，9月17日，蘇聯加入了德軍對付波蘭的戰爭中，該單位的波軍戰車乘員與參謀人員即越過邊界，前往羅馬尼亞。
剩餘戰車被華沙防衛指揮部臨時編組為第1和第2戰車連，第1連有11輛雙砲塔型號的7TP戰車，原用作訓練。在華沙戰役的初期階段，第1戰車連攻擊了郊區的歐凱西（Okęcie）和當地的機場。由於缺乏反戰車武器，第1連飽受損失並撤退，該單位於12日加入了第2連。
第2連有11輛單砲塔的7TP戰車以及數量不詳的裝甲戰鬥車輛，它參加了成功保衛沃拉市（Wola）的戰鬥，對抗德軍裝甲車輛和步兵。它也被用於戰術反擊的行動，如在瓦西索（Wawrzyszew）成功瓦解敵人正準備發起的突擊行動。9月15日，該連被命令要發動攻擊，與因為布祖拉戰役（Bzura）而撤退、正通過華沙北部坎畢諾森林（Kampinos）的波茲南軍團連結。該攻擊因為德軍的空中轟炸而僅獲得少許的成功，波軍該單位無論是人員還是戰車都損失甚大。剩餘的戰車被分發至各區戰鬥，一直到華沙於9月27日投降為止，它們皆被乘員所破壞。
戰鬥經驗證明，7TP所裝備的波佛斯反戰車砲可以摧毀任何當時德軍戰車的裝甲，包括先進的四號戰車。但另一方面，7TP戰車的裝甲太薄，特別是對抗敵軍的空中轟炸時更顯露出這點。據估計，約有20輛完好的7TP戰車被德軍所繳獲，另有一輛被蘇軍取得。此外，有20輛成功逃到了匈牙利和羅馬尼亞，另有40輛因為引擎故障和缺乏燃料而被放棄。波蘭淪陷後，德軍將這20輛7TP戰車合併成附屬於第1裝甲師的第203戰車營，戰車改稱為「Pzkpfw 731 (p)」，後來被投入到1940年挪威和法國的戰鬥中。

## 重建
沒有任何一輛完整的7TP戰車保留了下來，華沙的波蘭軍事博物館製造了一輛複製品，該車正於別爾斯科-比亞瓦生產，並有許多部份將經由波蘭不同地區來製造。現階段以有一個變速箱，和一門從蘇軍T-26戰車上取下的37公釐反戰車砲。2011年该车开始展出。

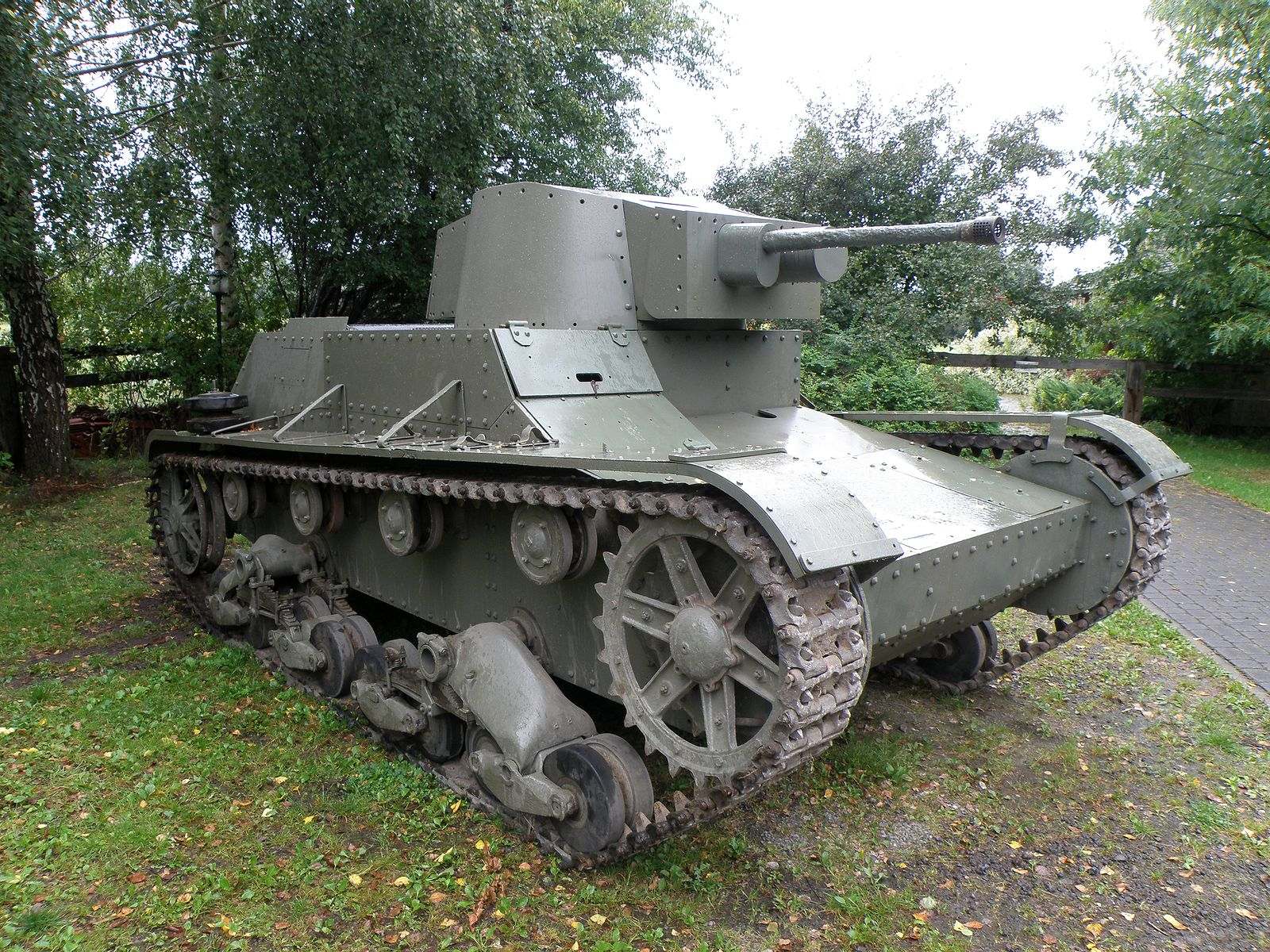
重现人间的7TP

## 用戶

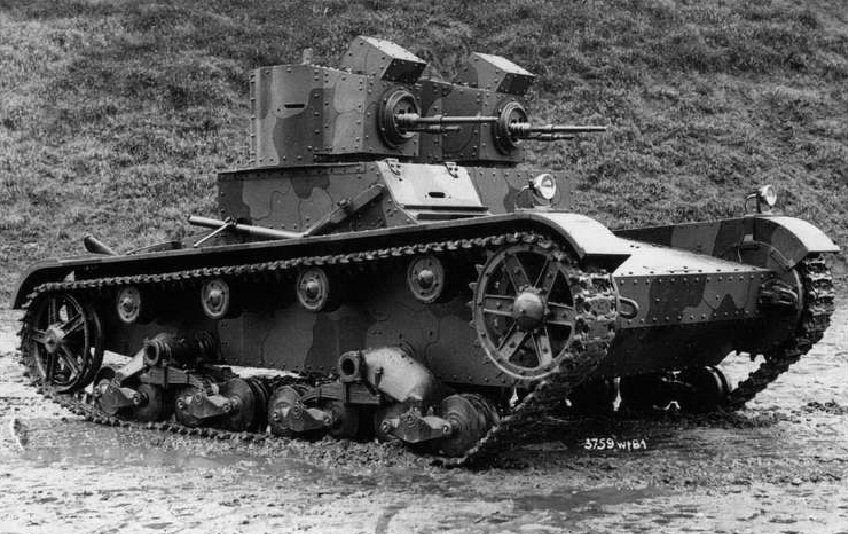
維克斯六噸戰車

- 波蘭：133輛單砲塔型、16輛雙砲塔型和13輛9TP戰車
- 苏联：於入侵波蘭的行動中繳獲1輛單砲塔型的7TP戰車
- 納粹德國：於波蘭戰役中繳獲20輛單砲塔型7TP戰車

## 資料來源
1. ↑  A. Jońca, J. Szubański, R. Tarczyński: Wrzesień 1939. Pojazdy Wojska Polskiego. Barwa i broń., Warszawa: Wydawnictwa Komunikacji i Łączności, 1990, ss. 52-53. ISBN 83-206-0847-3.
2. ↑  A. Wszendyrówny, M. Wodejko: Czołg 7TP w dokumentach Centralnego Archiwum wojskowego, w: "Do Broni", nr 1/2009, s. 96. ISSN 1732-9450.
3. ↑  A. Jońca, J. Szubański, R. Tarczyński: op. cit., s. 32.
4. ↑  7TP vol.II,Janusz Magnuski, Militaria 317,Warszawa 2009.